# Idris malabaricus
Idris malabaricus är en stekelart som först beskrevs av Mani och Durgadas Mukerjee 1976.  Idris malabaricus ingår i släktet Idris och familjen Scelionidae. Inga underarter finns listade i Catalogue of Life.